# 소시오 유통센터역
소시오 유통센터 역(일본어: ソシオ流通センター駅, ソシオりゅうつうセンターえき)은 일본 사이타마현 구마가야시에 있는 지치부 철도 지치부 본선의 역이다.

## 역사
- 2017년 4월 1일: 영업 개시.

## 역 구조
길이 70m의 단선 승강장 1면 1선 및 역사를 가지고 있다.
- 역 입구는 1곳으로 정면의 계단 외, 슬로프에서 출입할 수 있다.
- 역무원 근무 시간은 평일과 주말이 모두 7:00 ~ 20:00이다.
- 터치 패널식 자동 매표기가 설치되어 있으며 터치 스크린 상에 표시된 역명의 영어 표기는 "SOSHIO Ryuutsuusenta station"가 되어 있어 역명판의 영어 표기와는 다르다.
- 개찰구 상부에 운행 정보를 표시하는 디지털 전자 게시판이 설치되어 있다.

## 역 주변
역사와 역전 로터리가 설치된 선로 남쪽은 구마가야 시 사야다로, 북쪽의 전원 지대는 구마가야 시 도이데이다. 계획 발표 초기에는 "사야다 지내의 신 역"이 되었다만, 역의 정식 소재지는 소시오가 되었다. 또한, 본 역은 교다시와시 경계에 위치하고 있으며, 동쪽에 있는 기존 주택지, 공장(일부 제외)은 이미 교다 시 모치다에 위치한다. 역사 및 로터리에서 출구 쪽(남쪽)으로 나가면 바로 국도 125호선과 교차하고, 앞쪽 왼편이 구마가야 청과 시장이 있다.
- 구마가야 청과 시장
- 구마가야 유통 센터
  - 크레이머 재팬 본사
- 마루다이 식품 구마가야 영업소
- 협동 버스 구마가야 영업소
- 교다 자동차 교습소
- 모치다 나들목
- 타이토 구마가야 빌딩
- 구마가야 시립 사야다 초등학교
- 우메바야시도 본사 공장
- 구마가야 시립 구마가야 히가시 중학교

## 사진

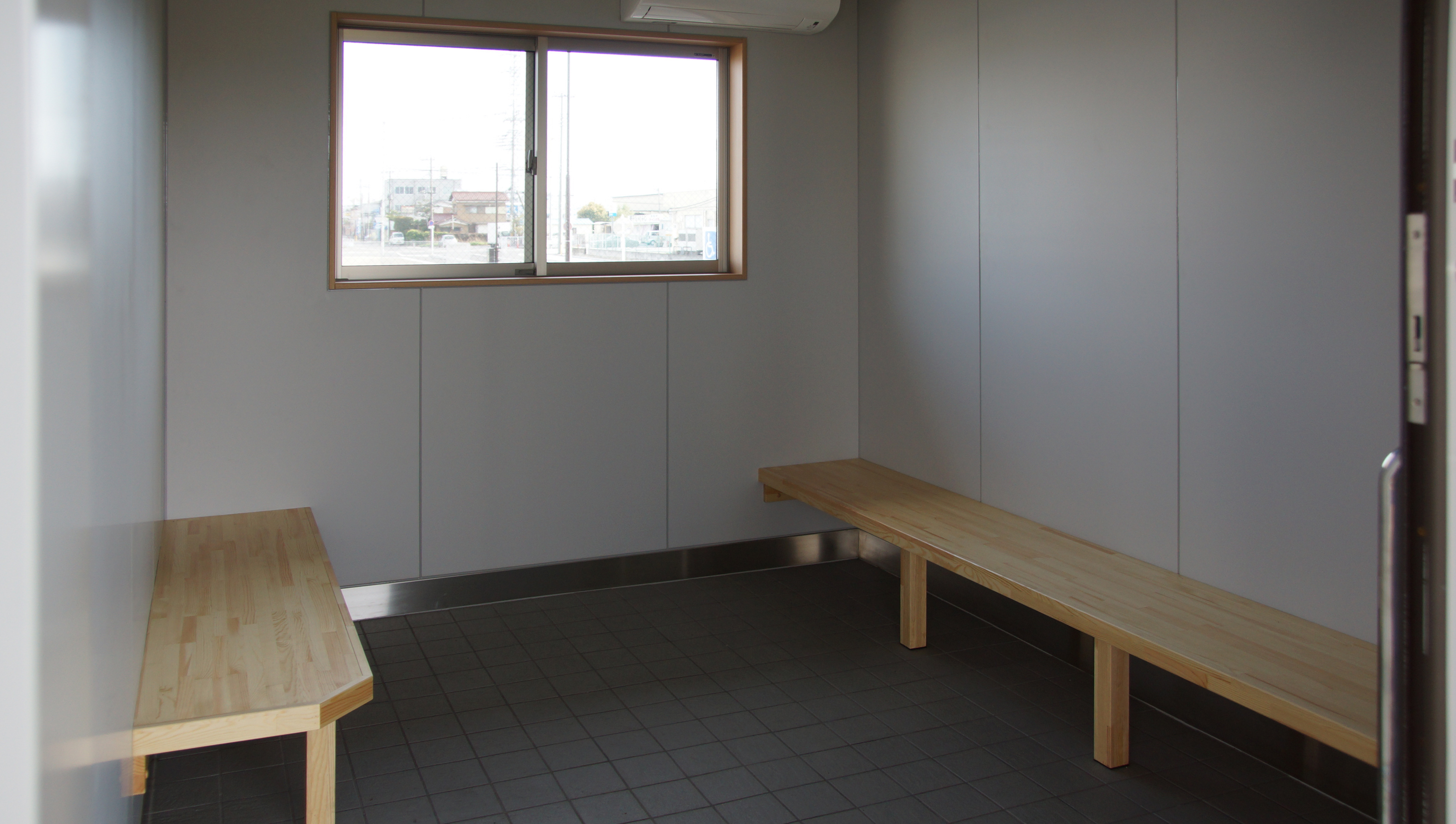
대기실
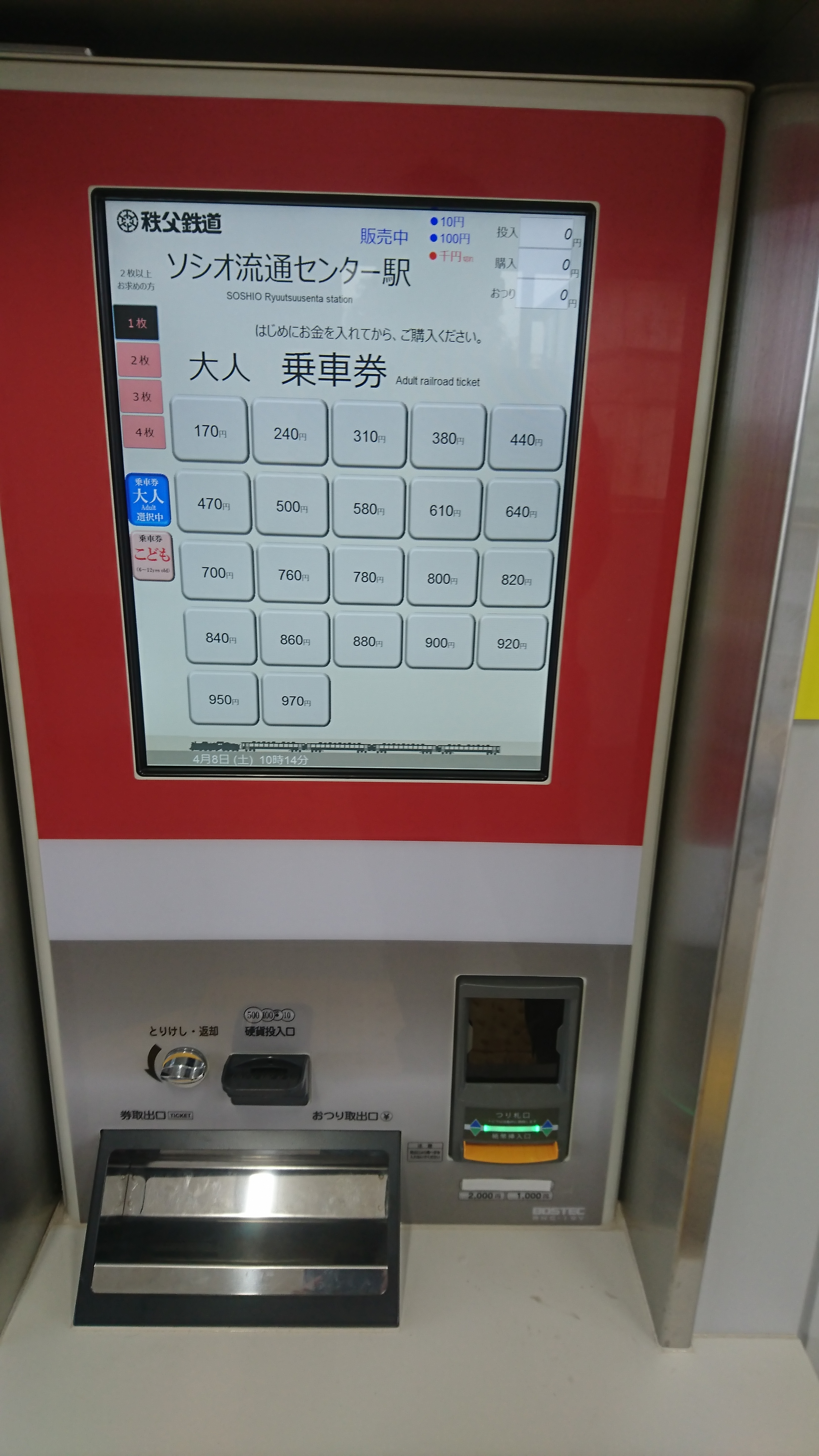
자동발매기
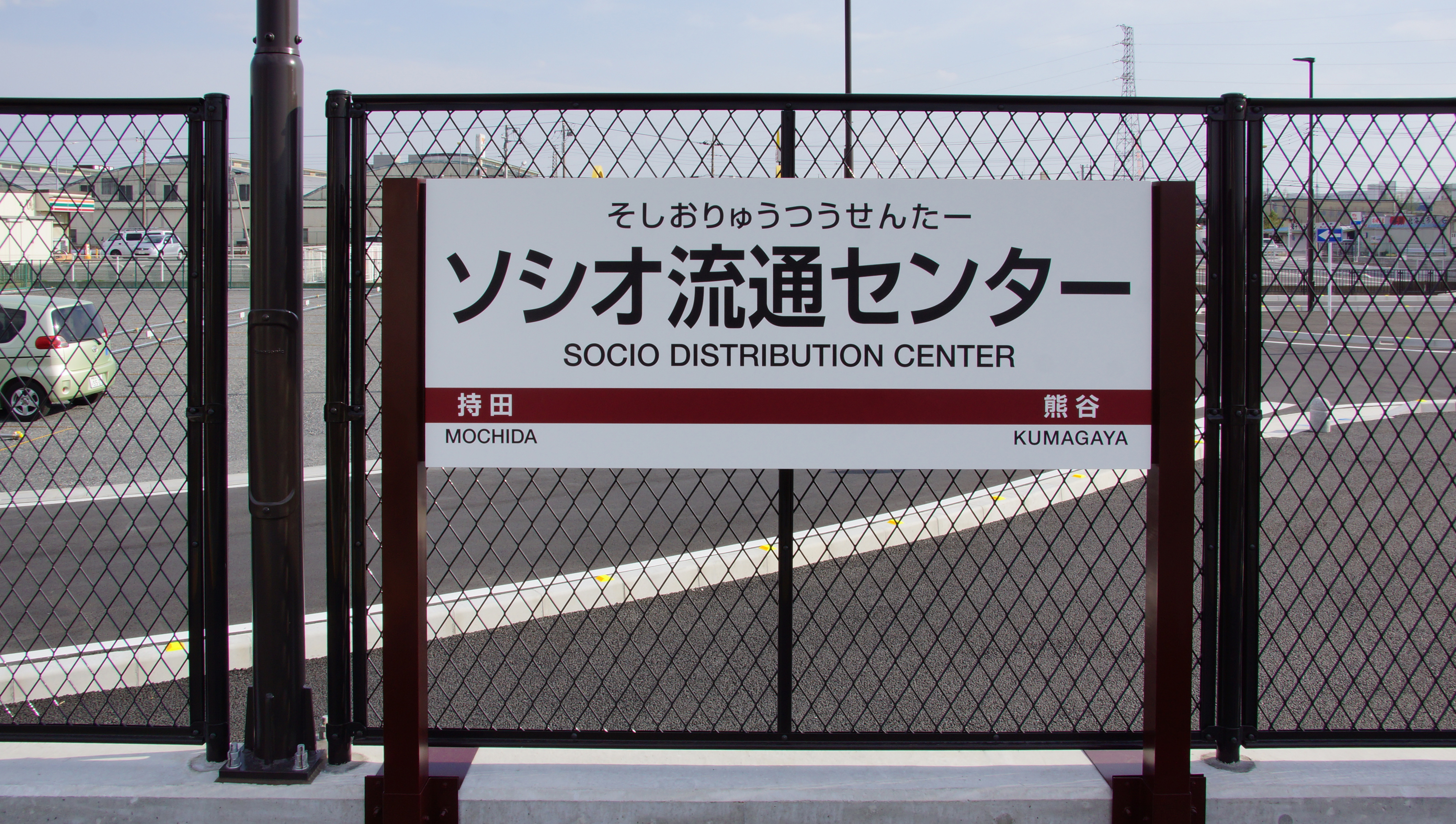
역명판

## 인접역
| 지치부 철도 ■ 지치부 본선 | 지치부 철도 ■ 지치부 본선 | 지치부 철도 ■ 지치부 본선  |
| ------------------------- | ------------------------- | -------------------------- |
| 모치다 하뉴 방면          | 보통                      | 구마가야 미쓰미네구치 방면 |